# Campionati del mondo di snowboard 2013 - Big Air maschile
La gara di big air maschile ai campionati del mondo di snowboard 2013 si è svolta a Québec il 18 e il 19 gennaio 2013, con la partecipazione di 37 atleti da 14 nazioni.

## Risultati

### Qualificazione
Gli atleti sono stati divisi in 2 gruppi. I primi 3 classificati di ogni gruppo si sono qualificati per la finale, altri 11 atleti sono stati ammessi alla semifinale.
| Pos. | Bib | Nome                    | Nazione       | Run 1 | Run 2 | Note |
| ---- | --- | ----------------------- | ------------- | ----- | ----- | ---- |
| 1    | 3   | Seppe Smits             | Belgio        | 85,00 | 89,25 | QF   |
| 2    | 10  | Mark McMorris           | Canada        | 86,25 | 88,00 | QF   |
| 3    | 29  | Tor Lundström           | Svezia        | 85,00 | 85,00 | QF   |
| 4    | 24  | Aleksej Sobolev         | Russia        | 75,25 | 77,25 | QF   |
| 5    | 2   | Roope Tonteri           | Finlandia     | 19,50 | 75,00 | QF   |
| 6    | 34  | Martin Mikyska          | Rep. Ceca     | 70,25 | 72,25 | QF   |
| 7    | 9   | Sam Turnbull            | Gran Bretagna | 20,50 | 72,00 | QSF  |
| 8    | 25  | Jan Nečas               | Rep. Ceca     | 51,75 | 68,50 | QSF  |
| 9    | 4   | Petja Piiroinen         | Finlandia     | 63,75 | 65,75 | QSF  |
| 10   | 14  | Viktor Szigeti          | Ungheria      | 15,25 | 64,00 | QSF  |
| 11   | 23  | Michail Il'in           | Russia        | 63,75 | 24,75 | QSF  |
| 12   | 36  | Marco Donzelli          | Italia        | 60,25 | 22,75 | QSF  |
| 13   | 12  | Anton Lavrent'ev        | Russia        | 55,25 | 4,50  | QSF  |
| 14   | 5   | Niklas Mattsson         | Svezia        | 49,50 | 30,50 | QSF  |
| 15   | 15  | Mario Visnap            | Estonia       | 11,75 | 48,50 | QSF  |
| 16   | 37  | Dušan Kříž              | Rep. Ceca     | 19,00 | 38,00 | QSF  |
| 17   | 21  | Michael Roy             | Canada        | 31,75 | 26,25 | QSF  |
| 18   | 8   | Matts Kulisek           | Canada        | 19,75 | 44,50 |      |
| 19   | 16  | Simon Gruber            | Italia        | 30,00 | 22,50 |      |
| 20   | 17  | Manuel Pietropoli       | Italia        | 25,25 | 27,25 |      |
| 21   | 1   | Michael Macho           | Austria       | 24,00 | 21,75 |      |
| 22   | 18  | Eric Willett            | Stati Uniti   | 20,75 | DNS   |      |
| 23   | 7   | Andrew Matthews         | Canada        | 9,75  | 17,00 |      |
| -    | 6   | Adrian Krainer          | Austria       | DNS   | DNS   |      |
| -    | 11  | Mathias Weissenbacher   | Slovenia      | DNS   | DNS   |      |
| -    | 13  | Peetu Piiroinen         | Finlandia     | DNS   | DNS   |      |
| -    | 19  | Sage Kotsenburg         | Stati Uniti   | DNS   | DNS   |      |
| -    | 20  | Petr Horák              | Rep. Ceca     | DNS   | DNS   |      |
| -    | 22  | Clemens Schattschneider | Austria       | DNS   | DNS   |      |
| -    | 26  | Janne Korpi             | Finlandia     | DNS   | DNS   |      |
| -    | 27  | Billy Morgan            | Gran Bretagna | DNS   | DNS   |      |
| -    | 28  | Michail Matveev         | Russia        | DNS   | DNS   |      |
| -    | 30  | Ryan Stassel            | Stati Uniti   | DNS   | DNS   |      |
| -    | 31  | Carles Torner           | Spagna        | DNS   | DNS   |      |
| -    | 32  | Carlos Manich           | Spagna        | DNS   | DNS   |      |
| -    | 33  | Leandro Eigensatz       | Svizzera      | DNS   | DNS   |      |
| -    | 35  | Sulev Paalo             | Estonia       | DNS   | DNS   |      |

### Semifinale
I primi 6 atleti si sono qualificati per la finale.
| Pos. | Bib | Nome             | Nazione       | Run 1 | Run 2 | Note |
| ---- | --- | ---------------- | ------------- | ----- | ----- | ---- |
| 1    | 5   | Niklas Mattsson  | Svezia        | 25,00 | 84,25 | Q    |
| 2    | 25  | Jan Nečas        | Rep. Ceca     | 69,00 | 30,00 | Q    |
| 3    | 4   | Petja Piiroinen  | Finlandia     | 68,75 | 48,25 | Q    |
| 4    | 37  | Dušan Kříž       | Rep. Ceca     | 15,00 | 64,00 | Q    |
| 5    | 21  | Michael Roy      | Canada        | 36,00 | 62,25 | Q    |
| 6    | 23  | Michail Il'in    | Russia        | 59,25 | 29,00 | Q    |
| 7    | 15  | Mario Visnap     | Estonia       | 28,25 | 29,50 |      |
| 8    | 14  | Viktor Szigeti   | Ungheria      | 22,00 | 15,25 |      |
| 9    | 9   | Sam Turnbull     | Gran Bretagna | 18,25 | 21,25 |      |
| 10   | 36  | Marco Donzelli   | Italia        | 10,00 | 10,00 |      |
| -    | 12  | Anton Lavrent'ev | Russia        | DNS   | DNS   |      |

### Finale
Gli atleti compiono tre run; per la classifica vale la somma dei 2 punteggi migliori.
| Pos.    | Bib | Nome            | Nazione   | Run 1 | Run 2 | Run 3 | Totale |
| ------- | --- | --------------- | --------- | ----- | ----- | ----- | ------ |
| Oro     | 2   | Roope Tonteri   | Finlandia | 29,00 | 94,50 | 94,00 | 188,50 |
| Argento | 5   | Niklas Mattsson | Svezia    | 86,50 | 91,25 | 74,25 | 177,75 |
| Bronzo  | 3   | Seppe Smits     | Belgio    | 93,25 | 29,25 | 56,25 | 149,50 |
| 4       | 24  | Aleksej Sobolev | Russia    | 25,25 | 68,25 | 71,50 | 139,75 |
| 5       | 21  | Michael Roy     | Canada    | 79,50 | 40,00 | 49,50 | 129,00 |
| 6       | 10  | Mark McMorris   | Canada    | 90,50 | 36,00 | 36,00 | 126,50 |
| 7       | 29  | Tor Lundström   | Svezia    | 83,50 | JNS   | 21,00 | 104,50 |
| 8       | 4   | Petja Piiroinen | Finlandia | 31,00 | 37,75 | 64,75 | 102,50 |
| 9       | 7   | Martin Mikyska  | Rep. Ceca | 57,00 | 24,00 | 42,25 | 99,25  |
| 10      | 25  | Jan Nečas       | Rep. Ceca | 27,75 | 21,00 | 44,50 | 72,25  |
| 11      | 37  | Dušan Kříž      | Rep. Ceca | JNS   | 21,75 | 12,00 | 33,75  |
| 12      | 23  | Michail Il'in   | Russia    | 26,50 | JNS   | JNS   | 26,50  |